# Quézac (Cantal)
Quézac (okzitanisch: Quesac) ist eine französische Gemeinde mit 347 Einwohnern (Stand: 1. Januar 2022) im Département Cantal in der Region Auvergne-Rhône-Alpes (bis 2015 Auvergne). Sie gehört zum Arrondissement Aurillac und zum Gemeindeverband Châtaigneraie Cantalienne. Die Bewohner werden Quézacais genannt.

## Geografie
Die Gemeinde Quézac liegt im Westen des Zentralmassives, etwa 36 Kilometer südwestlich von Aurillac und 27 Kilometer nordöstlich von Figeac. Das 16,43 km² umfassende Gemeindegebiet zeigt eine Mischung aus waldlosen Hochflächen und teilweise tief eingeschnittenen bewaldeten Flusstälern. Im Westen der Gemeinde bildet der Fluss Veyre die Grenze zum Département Lot und zur Region Okzitanien. Zur Gemeinde Quézac zählen neben dem Dorf Quézac (auf 470 Metern über dem Meer) die Dörfer La Majoufle (550 m), Trins (538 m), La Vente (562 m), Puech de Trins (551 m), Lacout (520 m). La Thénardie (535 m). Garrissou (578 m), La Grasserie (570 m), La Garrouste (590 m), La Vitarelle (547 m), La Pradelle (525 m). Le Vert (500 m), Carays (480 m), Junhac (515 m), Vielquézac (540 m), Sournac (532 m), La Peyralbe (494 m), Le Bruel (451 m), Bedou (455 m), Les Escouroux (450 m) und Dèzes (449 m) sowie viele weitere Weiler und Einzelhöfe. Umgeben wird Quézac von den Nachbargemeinden Rouziers im Norden, Saint-Julien-de-Toursac im Osten, Saint-Étienne-de-Maurs im Südosten, Maurs im Süden, Saint-Cirgues im Westen sowie Lauresses und Saint-Hilaire im Nordwesten.

## Ortsname
Zur Gründung der Gemeinde 1793 wurde der Ort Quezac genannt, ab 1801 wurde der Ortsname mit Accent aigu Quézac geschrieben.

## Bevölkerungsentwicklung
| Jahr      | 1962 | 1968 | 1975 | 1982 | 1990 | 1999 | 2006 | 2012 | 2021 |
| Einwohner | 430  | 411  | 430  | 384  | 350  | 323  | 332  | 312  | 350  |

In den Jahren 1800 und 1876 wurde mit jeweils 625 Bewohnern die bisher höchsten Einwohnerzahlen ermittelt. Die Zahlen basieren auf den Daten von cassini.ehess und INSEE.

## Sehenswürdigkeiten
- Kirche Notre-Dame aus dem Jahr 1925 mit einer vergoldeten Marienstatue am Altar

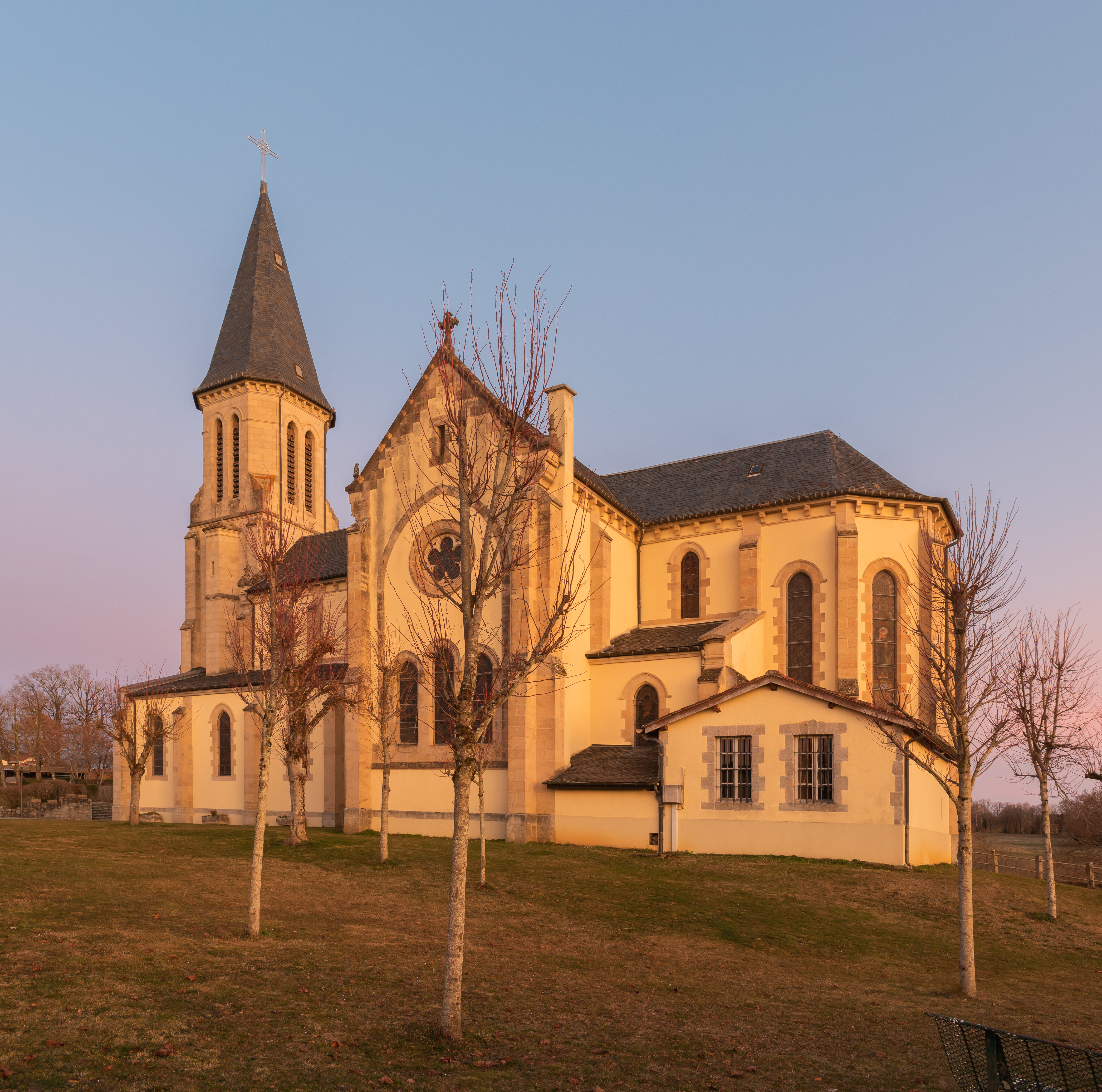
Kirche Notre-Dame
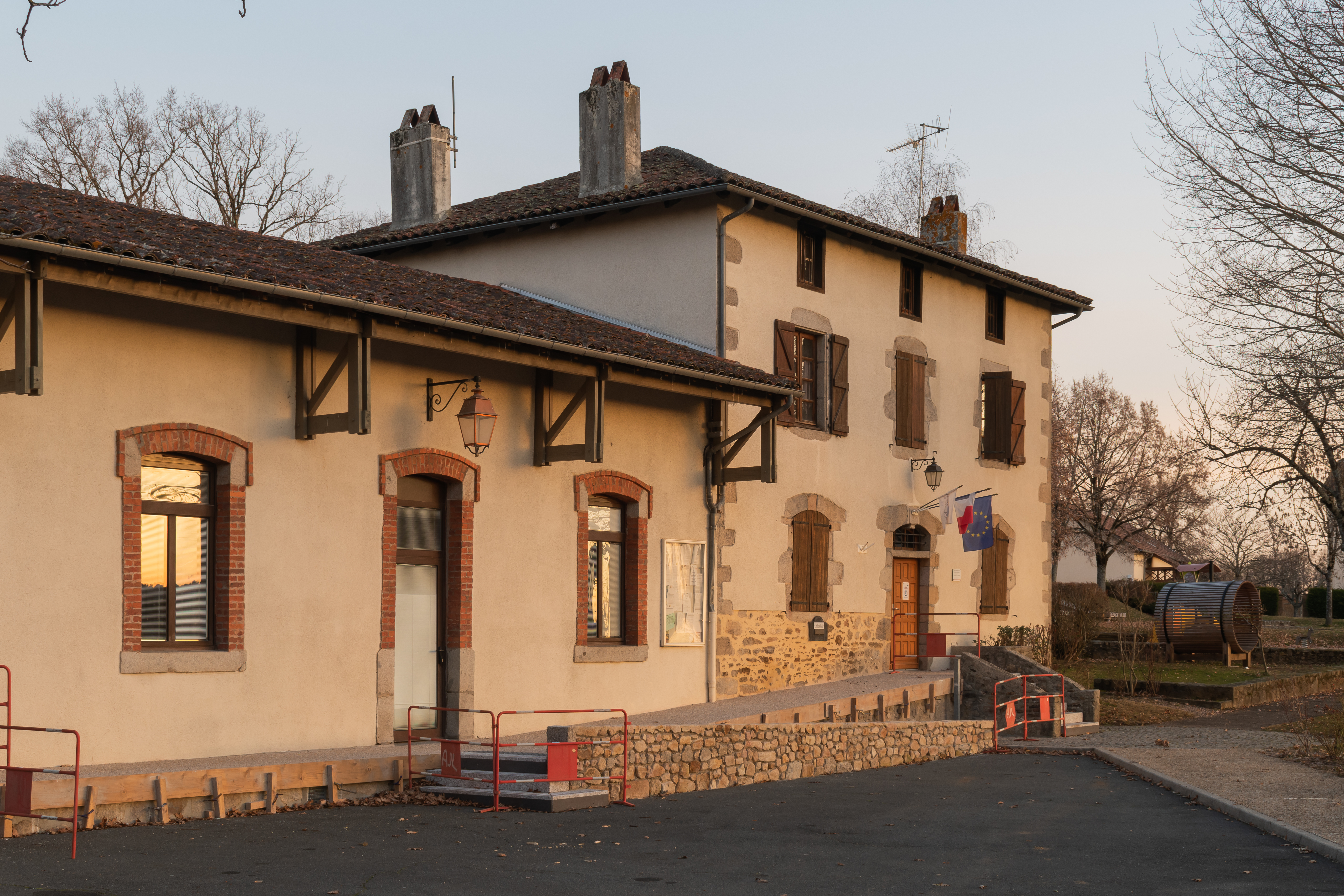
Mairie Quézac

## Wirtschaft und Infrastruktur
In der ländlich geprägten Gemeinde Quézac sind über 30 meist kleine Landwirtschaftsbetriebe ansässig (fast ausschließlich Rinderzucht und Milchviehhaltung). Der Tourismus ist bis auf wenige Ferienhäuser unterentwickelt.
Durch die Gemeinde Quézac führt die RN 122 von Aurillac nach Figeac. Der nächste Bahnhof befindet sich etwa fünf Kilometer südlich in der Gemeinde Maurs an der Bahnlinie von Figeac nach Arvant.

## Belege
1. ↑  Quézac (Memento vom 3. März 2016 im Internet Archive), auf cassini.ehess.fr (französisch)
2. ↑  Quézac auf cassini.ehess
3. ↑  Quézac auf INSEE
4. ↑  Landwirtschaftsbetriebe auf annuaire-mairie.fr(französisch)